# Georges Lamirand
Georges Lamirand (12. června 1899 – 5. února 1994) byl francouzský politik a ve vládách Vichistické Francie zastával post ministra pro mládež od 27. září 1940 do 24. března 1943. Byl ve vládě Lavala, Flandina i Darlana.
Kvůli kolaboraci a spolupráci s Němci byl uznán vinným z velezrady, ale soud přihlédl k tomu, že se snažil chránit mladé Židy a proto byl 25. června 1947 propuštěn.